# پل خشتی لوشان
پل خشتی لوشان مربوط به دوره قاجاریه  است و در رودبار، نرسیده به پلیس راه قزوین، لوشان واقع شده و این اثر در تاریخ ۳۰ خرداد ۱۳۷۷ با شمارهٔ ثبت ۲۰۳۴ به‌عنوان یکی از آثار ملی ایران به ثبت رسیده است.
این پل با عمر بالای ۲۰۰ سال خود، تهاجم ارتش قزاق‌ها و حمله‌ی نیروهای دولتی به جنگلی‌ها و بسیاری از رخدادهای تاریخی دیگر را به چشم دیده است.